# 일렉트로닉 사운드 (잡지)
일렉트로닉 사운드(영어: Electronic Sound)는 영국의 전자 음악 전문 잡지이다. 2010년 아이패드 앱을 통해 시작되었으며, 19개의 디지털 호를 발행한 2014년에 잡지를 인쇄하기로 시작했다. 매 호마다 어울리는 한정판 LP를 생산해 판매하고 있다. 

## 역사
일렉트로닉 사운드는 2010년 아이패드 앱을 통해 처음으로 공개되었다. 편집자 크리스토퍼 도스(활동명 푸시)는 멜로디 메이커에서 활동하다가 1995년 댄스 음악 전문 잡지 뮤직(Muzik)을 창간한 이후 2012년 다시 음악 잡지의 편집자 자리로 복귀하였다.
2012년 퓨처를 통해 인쇄판으로 출판되었으나, 퓨처가 이를 매각하자 도스와 마크 롤런드는 독립적으로 잡지를 운영하기로 결정하고, 2013년 4월 처음으로 분기별 디지털 판 잡지를 발행했다. 이후 2015년, 분기별로 발행되던 잡지를 월간으로 늘리기 이해 캠페인을 진행했다. 당시 잡지에는 한 호당 25,000명의 독자층이 존재했다.
2017년, 일렉트로닉 사운드는 영국 음악 잡지로서는 최초로 크라우드 펀딩을 통해 독자에게 주식을 제공하였다.
2021년, 브렉시트의 영향으로 인해 한 호를 연기하였다.

## 특징
일렉트로닉 사운드의 매 호에는 각 호마다 어울리는 한정판 LP를 생산해 판매한다. 2023년 11월 106호에서는 닥터 후 60주년을 기념하는 특집 기사와 연관된 LP를 제작했다. 또한 잡지의 아트 디렉터 마크 홀이 매달 제작하는 스트리트사운드 스타일의 잡지의 표지로도 유명하다.